# Pożary w Chile (2017)
Pożary w Chile – pożary, które miały miejsce w Chile w styczniu 2017.
W wyniku pożarów w różnych rejonach Chile zniszczeniu uległo ok. 290 tys. hektarów lasów, a także ok. 1200 domów, w tym miasto Santa Olga. W pożarach śmierć poniosło 11 osób. Rząd chilijski wprowadził w związku z tym stan wyjątkowy od 20 stycznia 2017 r. Pomoc udzieliły Brazylia i Rosja i Rosji. Prezydent Chile Michelle Bachelet nazwał pożary "najgorszą tego typu katastrofą" w historii Chile.